# Grande stèle des mystères d'Éleusis
La grande stèle des mystères d'Éleusis, souvent appelée « relief de l'initiation », est une stèle cultuelle découverte à Éleusis en 1859, conservée au Musée national archéologique d'Athènes (inv. 126).
Datée de 440/430 av. J.-C., elle présente, selon l'interprétation traditionnelle, Déméter, sa fille Perséphone (ou Coré) et le jeune roi d’Éleusis Triptolème qui se prépare à enseigner l’agriculture aux hommes selon les instructions de la déesse.
La stèle, en marbre du Pentélique, mesure 1,52 m x 2,20 m.

## Description

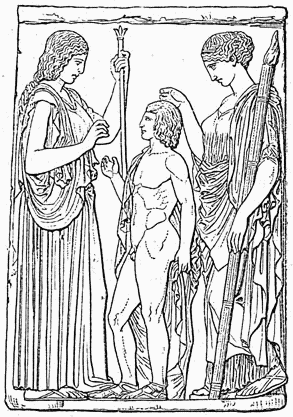
Dessin de la stèle.

La stèle, en marbre pentélique, de dimensions exceptionnelles, montre les deux déesses éleusiniennes Déméter à gauche et Perséphone à droite et, au centre, le jeune Triptolème, bien que les interprétations diffèrent sur l'identification des personnages. 
Déméter, qui tient le rôle principal, se tient debout à gauche. Elle est vêtue d'un chitôn couvrant les jambes. Elle tient de sa main gauche un sceptre, tandis que de sa main droite, elle remet au jeune garçon un objet inconnu. L'enfant s'apprête à le saisir de sa main droite, tandis que de la gauche, il retient son vêtement. 
La déesse Perséphone est à droite. Elle repose sur sa jambe droite, vêtue d'un riche himation aux lourds plis ondulés. Elle porte à gauche une grande torche posée sur le sol, sa main droite au-dessus de la tête du jeune enfant, y posant peut-être une couronne de fleurs.
Toutefois, si l'on s'en tient aux vêtements, la déesse au sceptre pourrait être Perséphone, car ses vêtements sont beaucoup plus simples : une telle tunique longue était portée par les vierges et non par les mères, tandis que le vêtement lourd et riche de l'autre déesse conviendrait davantage à Déméter.
Autre lecture plus précise: à gauche, Déméter porte un péplos, vêtement plus sévère qui indique son âge plus avancé, à droite Perséphone porte un chitôn, vêtement de tissu léger aux plis délicats qui laisse aisément voir sa poitrine et convient à une personne plus jeune, complété par un himation. Déméter tend à Triptolème un épi de blé, nourriture pour les hommes et symbole d'immortalité, en lui expliquant les règles de l'agriculture que le jeune roi devra enseigner aux hommes. En même temps, Perséphone esquisse sur la tête du jeune homme un geste de bénédiction. C'est en somme l'intronisation de Triptolème par les dieux. Cette interprétation est celle du professeur René Ginouvès, membre de l'École française d'Athènes de 1950 à 1956, et à partir de 1968 professeur au département d'histoire de l'art et d'archéologie de l'Université Paris-Nanterre, où il dirigea le Centre de recherches d'archéologie classique de 1969 à 1989.

## Interprétation, datation
La scène présente probablement un rite majeur des mystères d'Éleusis. La stèle a été copiée par les Romains : il en est conservé un exemplaire à New York.
La stèle paraît remonter à un moment où l'art n'était pas encore complètement libéré des archaïsmes. Elle est donc datable du milieu du Ve siècle av. J.-C. et est un bel exemple du premier art classique.     

## Sur le même thème, pour comparaison
| Objet | Description | Origine et datation             |
| ----- | --- | ------------------------------- |
| 126   | Relief de l'Initiation Stèle en bas-relief de très grandes dimensions. Marbre du Pentélique, 1,52 m x 2,20 m. Scène d'initiation aux Mystères d'Éleusis. Selon l'interprétation traditionnelle, Déméter et Perséphone offrent des épis de blé à Triptolème. Musée national archéologique d'Athènes | Éleusis, 440/430 av. J.-C.      |
| 5085  | Stèle de Déméter et Coré Stèle votive en marbre : Déméter assise sur un trône, Coré debout, tenant une torche. Musée archéologique d'Éleusis | Éleusis ca. 500 / 475 av. J.-C. |

## Sources, bibliographie
- Panayiótis Kavvadías, Musée national d'archéologie. Sculptures du musée national : catalogue descriptif, Éditions Stem, 1892, p. 119-121.
- Nikólaos Kaltsás, Musée national archéologique national, Athènes, OLKOS, 2007 (ISBN 978-960-89339-1-0), p. 310.